# Gunn Valley
Gunn Valley är en dal i Kanada.   Den ligger i provinsen British Columbia, i den sydvästra delen av landet, 3 500 km väster om huvudstaden Ottawa. Gunn Valley ligger vid sjön Fishem Lake.
I omgivningarna runt Gunn Valley växer i huvudsak barrskog. Trakten runt Gunn Valley är nära nog obefolkad, med mindre än två invånare per kvadratkilometer.